# Lümmelbeschlag

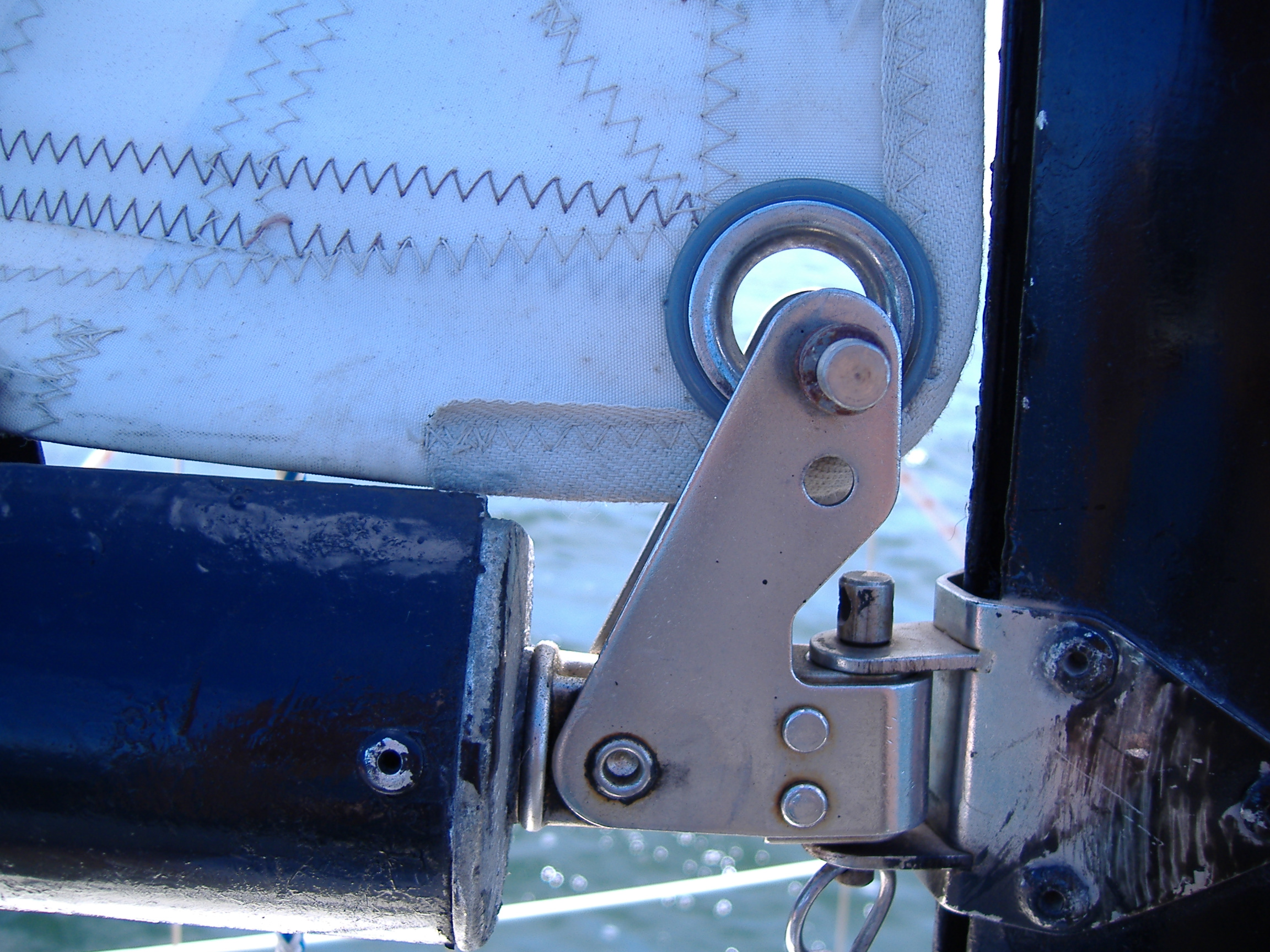
Lümmelbeschlag auf einer Yacht: Rechts der Mast mit angenietetem Beschlag; daneben der Bolzen mit dem horizontalen Drehlager; links der Baum mit dem vertikalen Drehlager in der Mitte des Bildes. Oben der Hals des Großsegels

Ein Lümmelbeschlag dient der beweglichen Verbindung zwischen Mast und Baum auf Jollen und Segelyachten mit Schratsegeln. Diese Verbindung ist in zwei Achsen beweglich, um das Segel auf unterschiedliche Windrichtungen anpassen zu können.
Der Lümmelbeschlag ist eigentlich eine Weiterentwicklung des Lümmels, eines Bolzens, der am inneren Ende z. B. des Großbaums oder bei Ladebäumen dessen Beweglichkeit ermöglichte. Damals war es oft ein hakenförmig gebogenes Eisen in Form eines Schwanenhalses. Der Lümmel ermöglichte das Drehen der Spiere sowie ihr Heben und Senken.
Der Lümmelbeschlag besteht aus einem am Mast angeschraubten oder angenieteten Beschlag mit zwei übereinander angeordneten Ösen (dem Lümmellager). Diese Ösen werden mit einem dicken Bolzen verbunden, auf den ein Zwischenstück gesteckt wird, um das der Baum später in horizontaler Richtung gedreht werden kann. Am Zwischenstück befindet sich eine weitere, horizontale, Achse, an der der Baum über den eigentlichen Lümmelbeschlag festgemacht wird. Dadurch kann dieser auch nach oben und unten bewegt werden, was zum Ausgleich bei verschiedenen Windstärken benötigt wird. Am oberen Teil befindet sich eine weitere Öse oder ein Haken, an dem der Hals des (Groß-)Segels festgemacht wird.
Die Terminologie ist nicht ganz eindeutig: Mit Lümmelbeschlag wird zuweilen der Beschlag am Ende des Baums bezeichnet, zuweilen auch die gesamte Verbindung, die aus mindestens sechs Teilen besteht (Lager, Zwischenstück, Baumbeschlag, zwei Bolzen und einem Haken für das Segel; dazu noch Sicherungssplinte und Unterlegscheiben).